# Belait (Fluss)
Der Belait (mal.:Sungai Belait) ist der längste Fluss in Brunei. Er entspringt im Dreiländereck der beiden Distrikte Belait und Tutong mit Malaysia und hat eine Länge von 209 Kilometern. Sein Einzugsgebiet von 2.700 km² umfasst praktisch den Distrikt Belait, der auch nach ihm benannt ist. Er mündet in der Distrikt-Hauptstadt Kuala Belait als kaffeefarbener Schwarzwasserfluss in das Südchinesische Meer.